# Hilmi M. Zawati
Hilmi M. Zawati (arabe : حلمي زواتي), né en 1953 à Naplouse) est un juriste de droit pénal international et des droits de l'homme, et l'actuel président du Centre international pour la responsabilité juridique et de la justice (ICLAJ). Zawati est par ailleurs un auteur et conférencier sur un certain nombre de vifs débats portant sur des questions juridiques.